# 698 TCN
698 TCN là một năm trong lịch La Mã.